# Lutaure
Lutaure är en sjö i Arjeplogs kommun i Lappland som ingår i Umeälvens huvudavrinningsområde. Sjön har en area på 2,41 kvadratkilometer och ligger 625,2 meter över havet. Lutaure ligger i Pieljekaise Natura 2000-område. Sjön avvattnas av vattendraget Viejeströmmen.
Lutaure ligger 6 kilometer norr om Adolfström. Lutaure gränsar till Pieljekaise nationalpark. Kungsleden passerar sjöns östra sida. Lutaure är känd i sportfiskkekretsar och har fin röding och öring. I den lilla jokken, som rinner ut från sjön är det endast tillåtet att flugfiska de första kilometerna. Fiskekortet Arjeplogskortet gäller i sjön. Stugor och båtar finns att hyra i Adolfström.

## Delavrinningsområde
Lutaure ingår i delavrinningsområde (735881-154175) som SMHI kallar för Utloppet av Lutaure. Medelhöjden är 656 meter över havet och ytan är 12,58 kvadratkilometer. Räknas de 4 avrinningsområdena uppströms in blir den ackumulerade arean 81,69 kvadratkilometer. Viejeströmmen som avvattnar avrinningsområdet har biflödesordning 4, vilket innebär att vattnet flödar genom totalt 4 vattendrag innan det når havet efter 446 kilometer. Avrinningsområdet består mestadels av skog (79 procent). Avrinningsområdet har 2,41 kvadratkilometer vattenytor vilket ger det en sjöprocent på 19,1 procent.